# Mangaan-53
Mangaan-53 of 53Mn is de onstabiele radioactieve isotoop van mangaan, een overgangsmetaal. De isotoop komt in zeer kleine hoeveelheden voor op Aarde, door de interactie van ijzer (voornamelijk de isotoop ijzer-52) in gesteenten met kosmische straling. Mangaan-53 kan gedetecteerd worden met behulp van massaspectrometrie.

## Radioactief verval
Mangaan-53 vervalt via elektronenvangst naar chroom-53:
{\displaystyle {\ce {{^{53}_{25}Mn}+{e^{-}}->{^{53}_{24}Cr}+{\nu }_{e}}}}
Als dusdanig kan dit verval gebruikt worden in de geochronologie ter datering van gesteenten en sedimenten. Verder wordt het gebruikt als bewijs voor de nucleosynthetische processen vlak voor het ontstaan van het zonnestelsel.
44Mn · 45Mn · 46Mn · 46mMn · 47Mn · 48Mn · 49Mn · 50Mn · 50mMn · 51Mn · 52Mn · 52mMn · 53Mn · 54Mn · 55Mn · 56Mn · 57Mn · 58Mn · 58mMn · 59Mn · 60Mn · 60mMn · 61Mn · 62Mn · 62mMn · 63Mn · 64Mn · 64mMn · 65Mn · 66Mn · 67Mn · 68Mn · 69Mn · 70Mn · 71Mn · 72Mn